# Giorgio Pizzol
Giorgio Pizzol (Vittorio Veneto, 23 giugno 1942) è un politico italiano, senatore dal 1987 al 1992.

## Biografia
Nato a Ceneda, quartiere di Vittorio Veneto, nel 1942, Giorgio Pizzol frequenta per quattro anni il seminario vescovile della diocesi di Vittorio Veneto e poi il liceo classico M. Flaminio. Dopo la maturità, si laurea in giurisprudenza all'Università degli Studi di Padova e diventa avvocato. Nel frattempo, nel 1963, inizia la sua militanza nel Partito Comunista Italiano di cui diviene segretario della Sezione di Vittorio Veneto dal 1969 al 1975 e lavora come insegnante di lettere fino al 1982.

## Carriera politica

### Sindaco di Vittorio Veneto
Ricopre la carica di capogruppo PCI in consiglio comunale dal 1970 al 1975, quando, a soli 33 anni, è nominato sindaco a capo di una giunta di sinistra (PCI-PSI-PSDI-PRI). Rieletto cinque anni dopo, il suo secondo esecutivo cade nel giugno 1982 causa l'imprevisto voto contrario del gruppo consiliare comunista su un provvedimento urbanistico. Rimane in seguito consigliere indipendente, fino al 1985.
Viene rieletto consigliere comunale come indipendente nelle liste del PSI, al quale si iscrive l'anno successivo.
Si dimette dal consiglio comunale nel novembre del 1989.

### Senatore
Alle elezioni politiche del 1987 viene eletto senatore nella X legislatura per il PSI nel collegio elettorale di Vittorio Veneto - Montebelluna, grazie al 16,2% ottenuto, dietro al 47,1% di Angelo Pavan, candidato della DC.
Nel gennaio 1990, in contrasto con i vertici del partito, lascia il PSI e passa prima nel gruppo misto e subito dopo, come indipendente, nel gruppo del PSDI con cui conclude nel 1992 la legislatura.

### Dopo il Parlamento
Terminata la carriera politica, tra il 1993 e il 1999, collabora come giornalista pubblicista coi quotidiani "la Tribuna di Treviso" e "la Nuova Ferrara"
Dal 1994 al 2015 opera come Giudice di pace  nell'Ufficio di Treviso.
Ha pubblicato: due saggi sul problema della conoscenza, Uno e Molteplice (1990) e Pensiero del limite e limite del pensiero (1998), oltre a una raccolta di liriche: Le stagioni del presente, nel 1991. Nel 1992 ha fondato la rivista trimestrale “Dia Logo”', sui temi della comunicazione.
Negli anni Duemila ha tenuto diverse conferenze per la Società Dante Alighieri di Treviso.